# Bitva u Port Arthuru
Námořní bitva u Port Arthuru (dnešní Lü-šun-kchou v Mandžusku) byla prvním střetnutím rusko-japonské války. Začala 8. února 1904 překvapivým nočním útokem japonského námořnictva na ruskou Tichomořskou flotu u přístavu a pokračovala ještě 9. února kolem poledne. Útok, který rozpoutal celou válku, skončil bez vítěze. Japoncům se sice podařilo na čas vyřadit z provozu dvě ruské bitevní lodě, žádnou ale nepotopili.

## Předcházející události
V 19. století expandovali Rusové na Dálný východ a Japonci jen velice nelibě nesli jejich ambice v jižním Mandžusku a severní Koreji. Ruské diplomacii se v roce 1898 podařilo Čínskému císařství vnutit 25letý pronájem poloostrova Liao-tung se strategickým přístavem Port Arthur na jeho jihu. Tichomořská flota získala nezamrzající přístav a výchozí bod pro kontrolu nad Žlutým mořem, Korejským zálivem a částí čínského pobřeží. Poslední kapkou bylo pro Japonce ruské rozhodnutí, že budovaná Transsibiřská magistrála povede přes jižní Mandžusko a Port Arthur bude na ni přímo napojen.
V červnu 1903 začala diplomatická jednání mezi oběma zeměmi, ale carští diplomaté jednání úmyslně zdržovali. Po dalším neúspěšném jednání v říjnu 1903 se Japonci začali připravovat na nadcházející válku, zatímco ruská vláda předpokládala, že protivník pouze blafuje. V případě války se všeobecně očekávalo, že Rusové uplatní svou lidskou a materiální převahu a Japonce v krátké válce snadno porazí. Podcenění nepřítele se Rusům draze vymstilo.

## Poměr sil
Hlavní síly japonského námořnictva, zvané  Rengó kantai (japonsky: Spojené loďstvo), tvořily tři floty:
- 1. flota vedená admirálem Tógem měla za úkol bojovat s hlavními silami nepřítele,
- 2. flota pod velením viceadmirála Kamimury měla střežit dopravní koridory mezi Japonskem a Koreou,
- 3. flota viceadmirála Kataoky hlídala Cušimský průliv a chránila konvoje s vojáky a materiálem.

V samotné bitvě měl admirál Tógó k dispozici 6 bitevních lodí (predreadnoughty Mikasa – vlajková loď, Hacuse, Šikišima, Asahi, Fudži a Jašima) a 5 pancéřových křižníků (Iwate, Azuma, Izumó, Jakumó a Tokiwa). V záloze čekaly 4 chráněné křižníky (Čitose, Takasagó, Kasagi a Jóšinó).
Papírově byly ruské námořní síly mnohem silnější než japonské, ale carskému námořnictvu chyběla palebná síla a nepoužívaly se optické dálkoměry (střelba byla méně přesná). Průměrně bylo ruské loďstvo o 10 let starší než to japonské. Mužstvo na začátku války nebylo v plném stavu a část námořníků nebyla ani gramotná. Často se stávalo, že branci z vnitrozemí viděli poprvé moře až při výcviku. Ruské síly při bitvě čítaly 7 bitevních lodí (predreadnoughty Petropavlovsk, Poltava, Sevastopol, Peresvět, Poběda, Cesarevič a Retvizan). Dále pancéřový křižník Bajan a chráněné křižníky Pallada, Diana, Askold, Novik a Bojarin.

## Bitva

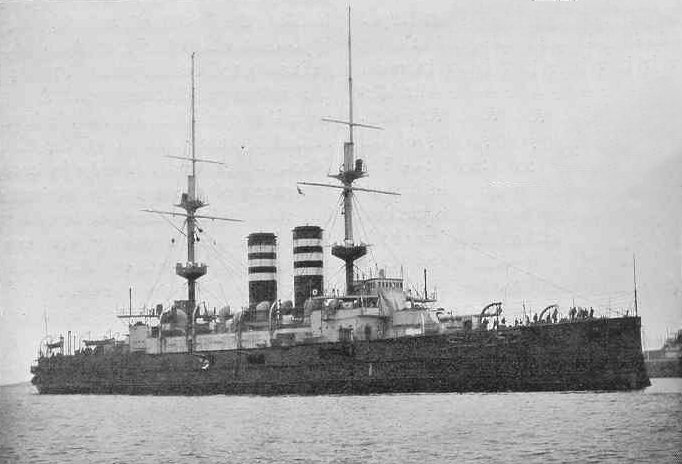
Japonská vlajková loď Mikasa v roce 1905

Dne 6. února 1904 došlo k přerušení diplomatických styků mezi Japonskem a Ruskem. Japonská flota vyrazila ještě tentýž den z přístavu Sasebo na volné moře. Ruská flota kotvila na válku zcela nepřipravená na vnější rejdě přístavu a byla ideálním cílem pro torpédový útok. Japonci se rozhodli této situace využít a zaútočit na kotvící lodě ještě před oficiálním vyhlášením války. Po zničení tichomořské floty plánovali nerušeně vylodit své vojáky v Koreji a začít pozemní válku.
Dne 8. února 1904 evakuoval parník Columbia z města všechny japonské občany, což sice způsobilo rozruch mezi místními obyvateli, ale k žádné preventivní akci či zvýšení bojové pohotovosti nedošlo. Večer se měl konat ples na počest manželky velitele základy admirála Starka, a tak se pozornost upírala k nadcházející oslavě. Japonské loďstvo se večer rozdělilo na hlavní svaz a útočnou flotilu tvořenou torpédoborci. Blížící se flota byla zpozorována ruskými hlídkovými loděmi, a tak musel být plán útoku notně urychlen. Ve 23:25 byl vydán rozkaz k útoku a o deset minut později byla prvním torpédem zasažena bitevní loď Retzivan. Bitevní loď Caserevič dostala zásah o pět minut později. Rusové vyhlásili plnou pohotovost, ale ve zmatku nedokázali lokalizovat japonské lodě. Třetí exploze se ozvala z křižníku Pallada, a tím noční útok skončil. Mnoho torpéd bylo během útoku zachycenou ochranou torpédovou sítí, takže ztráty na ruské straně nebyly likvidační (z 16 celkem vypálených torpéd pouze 3 našly svůj cíl).
Bitva pokračovala druhý den ráno, kdy se do boje zapojily obě floty. Japonci mylně předpokládali, že carské loďstvo bude po nočním útoku paralyzované, a chtěli přímo zaútočit na zbytek lodí v přístavu. Rusové se mezitím vydali japonským lodím naproti. Obě floty se potkaly v poledne zhruba 5 km od přístavu. Hned v prvních 5 minutách dostala japonská vlajková loď Mikasa zásah a za dalších 15 minut se Japonci začali stahovat. Japonské lodě Šikišima, Mikasa, Fudži, a Hacuse byly při boji poškozeny jakožto i ruský Petropavlovsk, Poběda, Poltava, a Sevastopol.

### Výsledek bitvy

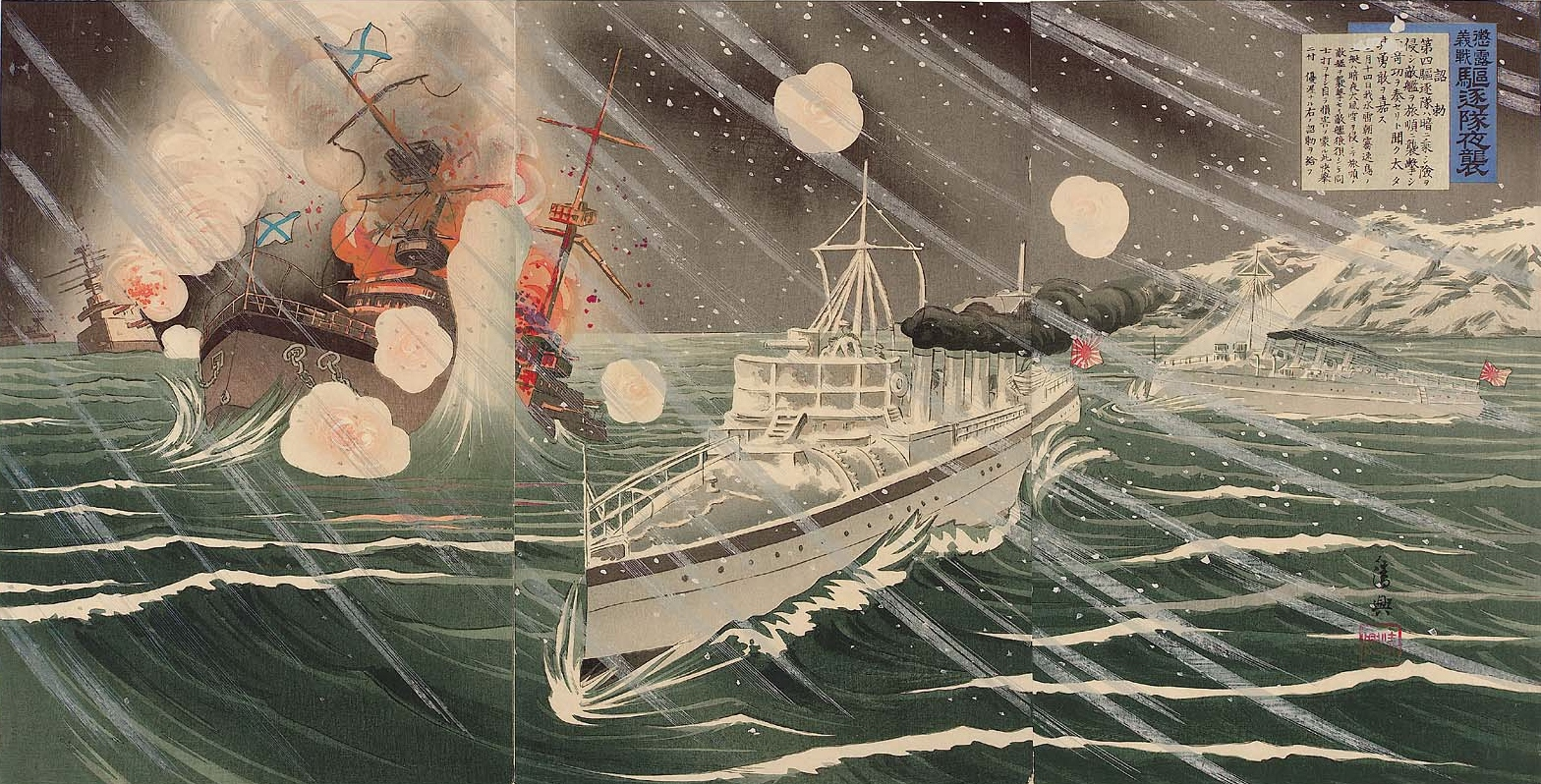
Noční útok na přístav (vytvořeno technikou Ukijo-e)

I když celá akce neskončila plánovaným úspěchem, podařilo se útočníkům převzít iniciativu na moři a poškodit dvě bitevní lodě. Zatímco se japonské námořnictvo mohlo spoléhat na opravu svých lodí v suchých docích v Sasebu, Rusové měli možnosti výrazně omezenější. Dne 10. února 1904, tedy den po bitvě, byla oficiálně vyhlášena válka mezi carským Ruskem a Japonským císařstvím.

## Následné události
Ruské velení si bylo vědomo, že s oslabenou flotou není schopno ochránit současně Port Arthur a přístav Dalnyj, a tak se rozhodlo pro minovací akci. V podvečer 9. února vyplul minonosný parník Jenisej v doprovodu křižníku Bojarin z přístavu. Ráno 11. února během pokládaní min došlo k nehodě, při které byla Jenisej vtažena do již položeného minového pole a explodovala. Nehoda si vyžádala život 120 námořníků a loď se potopila s jedinou mapou ukazující pozice již položených min. Na pomoc přispěchal křižník Bojarin, ale v noci téhož dne najel na minu a výbuch způsobil jeho nehybnost. Křižník byl evakuován a za dva dny na to ho poslali ke dnu samotní Rusové. Nejen v ruském tisku byly únorové události označeny jako totální fiasko. Dne 24. února 1904 byl carem odvolán z velení Tichomořské floty admirál Stark a jeho nástupcem se stal zkušený a energický viceadmirál Makarov.

## Kulturní odkazy
Na počátku rusko-japonské války začal novinář Jan Klecanda vydávat ilustrovaný Obrazový zpravodaj z bojiště, mezi 28. únorem 1904 a 11. březnem 1906 vyšlo celkem 104 čísel, zprvu s týdenní periodicitou. Od počátku získal časopis široký zájem veřejnosti, který sice s prodlužováním války poněkud uvadal, avšak odlehlý konflikt i tak dlouho zůstával v obecném povědomí. Jako odkaz přetrvala pouťová odrhovačka: „Jede fůra z Port Artůra, na ní sedí Kanimůra.“ Souvislost s admirálem Hikonodžó Kamimurou, jedním z japonských velitelů, se s uplývajícím časem vytratila, avšak přetrvala kanimůra i když se zcela jiným obsahem.